# Južnoamerički bukavac
Južnoamerički bukavac (Botaurus pinnatus) je veliki pripadnik porodice čaplji koji živi u tropskim područjima Novog svijeta. Kao i drugi bukavci roda Botaurus, perje mu je uglavnom smeđe i prugasto. Iako je rasprostranjena vrsta, rijetko se viđa - vjerojatno zbog toga što se dobro sklapa s okolišem - i njegovo ponašanje ostaje slabo poznato.

## Opis
Južnoamerički bukavac je velika čaplja, veličine 63,5-76 cm i teži oko 800 g. Oba spola slično izgledaju, ali ženke su manje od mužjaka i imaju smeđi umjesto crnog repa.
I odrasli i mladunci su svijetlosmeđi i jako išarani prugama. Mladunci su više crvenkasti. Grlo je bijelo bez šara, iznad vrata je mjesto bijele boje jako isprugano blijedom smeđom, a ostatak vrata je svijetlosmeđ s tankim crnim prugicama. 
Grudi i stomak su bijeli s blijedosmeđim prugama, dok su leđa svijetlosmeđa, snažno isprugana crnom. Letna pera su crna u mužjaka i smeđa u ženki.
Kljun je kratak i snažan, žućkaste boje. Gola koža na licu je svijetložuta, sa smeđom linijom na početku kljuna.
Noge su zelenkastožute, a šarenica je žuta.

### Glasanje
Ako je uzbuđen, južnoamerički bukavac ispušta rawk-rawk-rawk zvukove. Tokom sezone parenja mužjak "bubnja" u suton i u noć.

## Taksonomija i sistematika
Njemački prirodoslovac Johann Georg Wagler, koji je prvi opisao ovu vrstu 1829., svrstao ga je u rod Ardea.
Ponekada se navodi kao ista vrsta kao i američki bukavac (B. lentiginosus), dok drugi autori smatraju cijeli rod Botaurus jednom vrstom.
Trenutno postoje dvije priznate podvrste koje dijeli rupa u Srednjoj Americi:
- Botaurus pinnatus caribaeus (Dickerman, 1961.) – Istočni Meksiko, Beliz i (rijetko) Gvatemala.

U prosjeku duži kljun, kraća krila i rep, bljeđi, manje pruga na vratu.
- Botaurus pinnatus pinnatus (Wagler, 1829.) – jugoistok Nikaragve do Ekvadora i Gvinea, južno kroz Brazil do Paragvaja i sjeveroistočne Argentine.

U prosjeku duži kljun, duža krila i rep, tamniji, više pruga na vratu.

## Rasprostranjenost i ponašanje
Naziv "južnoamerički bukavac" i ne pristaje baš najbolje ovoj ptici, jer živi sjeverno čak do juga Meksika. Njegov region je od jugoistočnog Meksika do sjeverne Argentine, a ponekada je opažen u Gvatemali i nikada u Hondurasu.
Pojavljuje se uglavnom u nižim regijama, ali je viđen na visini od 2 600 m nadmorske visine.
Može se naći u raznim slatkovodnim staništima, uključujući guste trščake, poplavljene travnjake s visokom travom i močvare. 
Vegetacija koja tu preovladava su visoke trave oštrice (Cyperaceae), vodeni zumbuli (Eichornia), site (Juncus), obične trske (Pharagmites) ili rogoz (Typha). Također će iskoristiti plantaže riže i šećerne trske kao stanište.
Južonoamerički bukavac je uglavnom noćna ptica. Iako je uglavnom solitaran, može se okupiti u malene grupe na omiljenim mjestima za hranjenje. Kada je uplašen, ukoči se i čučne s glavom uperenom prema gore, dovoljno visoko da može vidjeti prijetnju. Obično pobjegne samo ako neprijatelj priđe jako blizu.
Procjenjena populacija je nepoznata. Zbog velike rasprostranjenosti smatra se najmanje ugroženim, po IUCN-u.

### Ishrana
Ishrana mu je raznolika, sastoji se od riba (uključujući i jegulje), gmazova, vodozemaca, člankonožaca i malenih sisavaca (jede čak i mlade marmozete). Strpljiv je lovac i često stoji nepokretno dugo vremena dok čeka da mu se plijen dovoljno približi.

### Razmnožavanje
Uobičajeno za potporodicu Botaurinae (ali što nije uobičajeno za većinu drugih čaplji), južnoamerički bukavac se razmnožava solitarno. Svoje gnijezdo, platformu ili plitku zdjelu od biljnog materijala, gradi među gustom vegetacijom nisko iznad površine vode. Ženka nese dva do tri maslinastosmeđa jajeta i smatra se da ih samo ona inkubira. Skoro nikada se ne razmnožavaju izvan vlažne sezone.

## Drugi projekti
|  | Zajednički poslužitelj ima još gradiva o temi južnoamerički bukavac |
|  | Wikivrste imaju podatke o taksonu južnoamerički bukavac             |